# مازرادا سول پیاوه
مازرادا سول پیاوه (به ایتالیایی: Maserada sul Piave) یک کومونه در ایتالیا است که در استان ترویزو واقع شده‌است.

## خصوصیات
مازرادا سول پیاوه ۲۸٫۹ کیلومترمربع مساحت و ۹٬۰۰۸ نفر جمعیت دارد و ۳۴ متر بالاتر از سطح دریا واقع شده‌است.